# Donato Lallo
Donato Lallo (Beringen, 15 april 1950), is een Belgische ex-voetballer en voetbalcoach. Hij speelde 15 jaar lang in de hogere afdelingen van het Belgisch voetbal. Hij was keeper bij onder andere Stade Leuven, Daring Leuven en Beringen. Na zijn voetbalcarrière begon hij als trainer. Hij was hoofdcoach bij clubs als Oude-Heverlee, Zwarte Leeuw, KVO Aarschot, Neeroeteren, Kermt-Hasselt en nog enkele derde- en vierdeklassers. Bij eersteklasser Lommel was Lallo onder hoofdtrainer Jos Daerden keeperstrainer.
In het seizoen 2000/01 bracht Lallo als laatste hoofdtrainer van Stade Leuven (de club die een seizoen later zou fuseren met Oud-Heverlee en Daring Leuven) de club terug naar Derde Klasse. 
Na hoofdtrainer te zijn bij vierdeklasser Berkenbos, verhuisde Lallo in 2005 naar de toenmalige eersteklasser Lierse SK. Hij werd er teammanager en later in het seizoen kreeg hij de titel van sportief manager. Dit seizoen (2008/2009) werd Lallo naast teammanager ook coach van de beloften. Sinds oktober 2008 houdt de Beringenaar zich enkel nog bezig met het teammanagement en fungeert hij als assistent van CEO Corneel De Ceulaer. Eric Van Meir volgde Lallo op als beloftencoach.